# Helicolenus alporti
Helicolenus alporti är en fiskart som först beskrevs av Castelnau, 1873.  Helicolenus alporti ingår i släktet Helicolenus och familjen kungsfiskar. Inga underarter finns listade i Catalogue of Life.